# Луций Випсаний Агрипа (брат на Марк Випсаний Агрипа)
Луций Випсаний Агрипа Младши (на латински: Lucius Vipsanius Agrippa) е римски военен, по-голям брат на Марк Випсаний Агрипа.

## Биогрфия
Произлиза от конническата фамилия Випсании, клон Агрипа и е син на Луций Випсаний Агрипа (конник). Брат е на Марк Випсаний Агрипа и Випсания Пола.
За разлика от брат си той е привърженик на противниците на Гай Юлий Цезар и отива през 46 пр.н.е. с Катон Млади в Африка. Когато го пленяват Октавий Цезар измолва помилването му.
Изглежда Луций е жив и при по-късната кариера на брат си и е замесен в някаква афера. Марк Агрипа които е консул отказва да използва властта си и да се намеси.

### Цитирана литература

#### Класически автори
- Николай от Дамаск. „Животът на Август“ //   California State University, Northridge, 1923. (на английски)

#### Модерни автори
- Cosme, Pierre. Auguste.   Paris, Librairie Académique Perrin, 2005. ISBN 978-2-262-01881-8. (на френски)
- Reinhold, Meyer. Marcus Agrippa. A biography.   New York, The W. F. Humphrey Press Geneva, 1933. (на английски)
- Nuorluoto, Tuomo. Roman Female Cognomina: Studies in the Nomenclature of Roman Women.   Uppsala, Упсалски университет, 2021. ISBN 978-91-506-2858-6. (на английски)
- Powell, Lindsay. Marcus Agrippa: Right-hand Man of Caesar Augustus.   Pen and Sword, 2015. ISBN 9781473853812. (на английски)